# We Don't Talk About Bruno
"We Don't Talk About Bruno" (chuyển ngữ tiếng Việt: "Xin đừng nhắc gì tới Bruno") là một bài hát trong bộ phim hoạt hình-máy tính âm nhạc Encanto: Vùng đất thần kỳ của hãng phim Disney ra mắt vào năm 2021, với phần lời và nhạc được biên soạn bởi Lin-Manuel Miranda. Walt Disney Records phát hành bài hát như một phần soundtrack của bộ phim vào ngày 19 tháng 11 năm 2021. Bài hát là bản hòa tấu ca được thể hiện bởi nhiều diễn viên lồng tiếng trong phim, tiêu biểu là Carolina Gaitán, Mauro Castillo, Adassa, Rhenzy Feliz, Diane Guerrero và Stephanie Beatriz, cùng một số vai phụ. Ngay sau khi phát hành, "We Don't Talk About Bruno" đã trở thành một hiện tượng lan rộng; nó được đánh giá là một trong những bài hát hay nhất của Disney và là thành công lớn nhất của hãng.
Về bối cảnh, "We Don't Talk About Bruno" là một tập hợp những câu chuyện phiếm và giai thoại về người cậu Bruno của cô bé Mirabel Madrigal, người cậu mà bị chính gia đình mình ghẻ lạnh vì năng lực nhìn thấu tương lai của anh ấy gắn liền với sự bất hạnh. Bài hát ngụ ý rằng Bruno là nhân vật phản diện chính của bộ phim, song thay vì bám theo khuôn mẫu của các bài hát phản diện thông thường của các phim Disney trước thì bài hát này lại đứng từ quan điểm của các nhân vật khác mà nói về kẻ phản diện.
Về nhạc lý, bài hát theo midtempo, pha trộn phong cách âm nhạc Latinh như salsa và guajira với các yếu tố nhạc pop, hip hop, nhạc dance và nhạc kịch, thúc đẩy bởi nhịp cha-cha-chá, đồng diễn bởi một ê-kíp lồng tiếng và khép lại với phần cao trào phức điệu.
"We Don't Talk About Bruno" nhận được sự tán dương từ giới phê bình âm nhạc; họ khen ngợi sự tài tình của Miranda và yếu tố bí ẩn của bài hát, với tiết tấu bắt tai, bố cục linh hoạt, cùng phần đồng diễn của các ca sĩ và cá tính của bài hát. Ca khúc rất thành công về mặt thương mại, độc chiếm vị trí số 1 ở Ireland, Vương quốc Anh và Hoa Kỳ; đồng thời lọt vào top 5 ở Úc, Canada và New Zealand. "We Don't Talk About Bruno" trở thành ca khúc chiếm ngôi vị đầu bảng dài nhất của Disney trên Billboard Hot 100 tại Hoa Kỳ, hơn nữa cũng là bài hát gốc đầu tiên của xưởng phim đứng đầu UK Singles Chart. Nó phá kỷ lục mọi thời đại ở tiêu chí ca khúc với nhiều ca sĩ được công nhận nhất (7 người) trên bảng xếp hạng Hot 100.

## Sáng tác

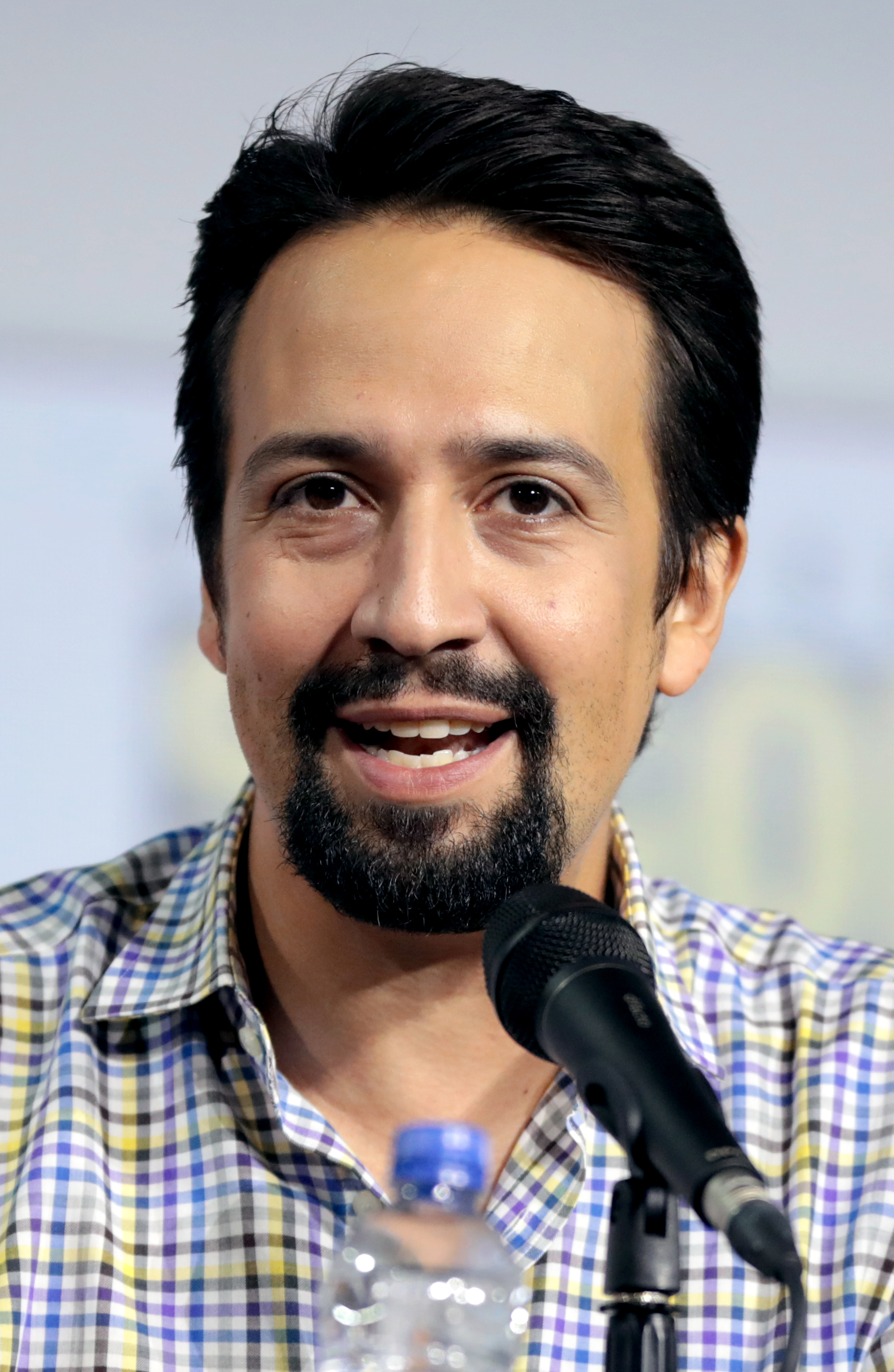
Diễn viên và nhạc sĩ người Mỹ Lin-Manuel Miranda là người biên soạn nhạc phim Encanto, trong đó bao gồm bài hát "We Don't Talk About Bruno".

Miranda đề xuất bài hát phải là một bản hòa tấu ca bởi vì anh muốn tất cả các thành viên trong gia đình Madrigal đều có một phần nhạc chủ đề riêng, đặc biệt là "những thành viên chưa nhất thiết cần có nhạc solo". Anh coi "We Don't Talk About Bruno" là một bản nhạc "tầm phào" vì trong ca khúc đó là những câu chuyện mà những thành viên trong gia đình không nói trước mặt nhau. Miranda phân tích rằng "mọi người đều hát cùng một tiến trình hợp âm song với các tiết tấu và giải kết hoàn toàn khác nhau". Vào lúc mới đầu quá trình phát triển dự án, nhân vật chủ đề của bài hát—Bruno—được đặt tên là Oscar. Miranda sau thay cái tên đó bằng Bruno để điệp khúc "Bruno, no, no, no" có thể được tích hợp vào bài hát. Thúc đẩy bởi nhịp cha-cha-chá, "We Don't Talk About Bruno" thuộc thể loại nhạc pop Latin và nhạc salsa. Nó mang nặng màu sắc nhạc guajira và pha trộn thêm các yếu tố âm nhạc dân gian Cuba, hip hop và dance. Mỗi phân đoạn của bài hát mang một phong cách âm nhạc riêng biệt, đặc trưng cho từng nhân vật: phân khúc của Pepa và Félix đi kèm với bản montuno piano cổ điển của Cuba; phân khúc của Dolores được hòa phối ASMR trên nền beat điện tử nhẹ; phân khúc của Camilo thể hiện một sự "ma quái" trong cách diễn đạt; và phân khúc của Isabela với giọng ca thánh thót của cô trên nền gảy pizzicato đàn dây.

## Lời bài hát và bối cảnh
Ca khúc miêu tả nhân vật Bruno Madrigal từ quan điểm của các thành viên trong gia đình anh ấy và những thị dân địa phương. Bruno là một trong ba người con hạ sinh bởi Alma và Pedro Madrigal (cùng với hai người chị gái Julieta và Pepa). Giống như những thành viên khác trong gia đình Madrigal, anh được ban phép mầu khi đến tuổi; trong trường hợp này là khả năng nhìn thấu tương lai. Bài hát ở phần mở đầu phim mang tên "The Family Madrigal" đã đặt bối cảnh rằng Bruno đã mất tích được nhiều năm, và rằng những người dân trong thị trấn không muốn nhắc đến cái tên Bruno. Cháu gái Mirabel của Bruno, thành viên duy nhất trong nhà Madrigal không sở hữu phép thuật, tin rằng thị kiến của người cậu có thể giúp cô tìm ra nguyên nhân của những vết nứt xuất hiện trong ngôi nhà thần kì Casita. Trong bài hát "We Don't Talk About Bruno", cô bé đang cố gắng tìm hiểu về người chú lưu lạc bấy lâu thông qua các thành viên khác trong gia đình.
Bài hát kể rằng Bruno thường xuyên tiên tri những điều chẳng lành và bị mọi người tẩy chay bởi điều đó. Chị gái của Bruno là Pepa và chồng của cô là Félix nói với Mirabel rằng lời tiên tri của Bruno đã khiến cho trời đổ mưa làm phá hỏng lễ cưới của họ. Con gái của Pepa and Félix là Dolores giải thích rằng lời tiên tri của Bruno khiến cả gia đình phải khiếp đảm, và cậu con trai của họ là Camilo miêu tả Bruno là một người rất đáng sợ "hả hê trước tiếng gào thét" của kẻ khác. Ba thị dân chia sẻ những vận xui mà Bruno đã tiên tri cho họ. Còn chị ruột của Mirabel là Isabela thì lại khoe rằng Bruno đã tiên tri cuộc đời của mình rồi sẽ tuyệt đẹp như toại nguyện. Dolores sau đó than phiền rằng Bruno tiên tri người yêu trong mơ của cô sẽ được gả cho kẻ khác. Trong khi cả nhà đang chuẩn bị cho bữa tối ra mắt của Isabela và người chồng đính hôn Mariano, Mirabel ghép lại những mảnh vỡ lục bảo chứa thị kiến mà Bruno đã tạo ra trước khi từ bỏ gia đình. Ở phần kết của bài hát, cô phát hiện rằng mình chính là người sẽ khiến ngôi nhà bị rạn nứt và sụp đổ.